# Femminile&Maschile
Femminile&maschile è un cortometraggio di animazione del 2004 diretto da Bruno Bozzetto sulla differenza tra i sessi.